# Humiriastrum spiritu-sancti
Humiriastrum spiritu-sancti är en tvåhjärtbladig växtart som beskrevs av José Cuatrecasas. Humiriastrum spiritu-sancti ingår i släktet Humiriastrum och familjen Humiriaceae. Inga underarter finns listade i Catalogue of Life.